# Voir Malte et mourir
Voir Malte et mourir est le 54e roman de la série SAS, écrit par Gérard de Villiers et publié en 1979 dans la collection Plon (Presses de la Cité). Comme tous les SAS parus au cours des années 1970, le roman a été édité lors de sa publication en France à 100 000 exemplaires.
L'action se déroule fin janvier et début février 1979 à Malte.
Malko Linge est chargé de retrouver un informateur de la CIA et de l'exfiltrer sans danger.

## Personnages principaux

### Américains et alliés
- Malko Linge : héros du roman, Autrichien, agent contractuel de la CIA.
- Burt Holiday : chef de l'antenne de la CIA à Malte.

### Libyens
- Major Abu Dhofar : chef de l'antenne libyenne à Malte.
- Mahmoud Faradj : membre du groupe libyen à Malte.
- Mohammed Djalloud : membre du groupe libyen à Malte.

### Autres personnages
- Godfrey Borg : dissident maltais.
- John Fitzpatrick : agent des services secrets britanniques (MI-5).
- Tamra : 25 ans, jeune femme libano-palestinienne ; ancienne Miss Monde ; mannequin.
- Anna-Maria Ximenes : 30 ans, femme à la tête d'un groupe de nationalistes.
- « Peter Jacobson » : pseudonyme d'un terroriste libyen.
- Susan Herring : 50 ans, contact du MI-5 à Malte.
- Gozzo : chauffeur de taxi ; employé d'Anna-Maria Ximenes.
- Fenek : avocat maltais.

## Résumé

### Début du roman
Un agent des services secrets britanniques, John Fitzpatrick, est chargé d'exfiltrer de Malte Godfrey Borg. Il l'attend à l'aéroport mais Borg ne vient pas. Plus tard, Fitzpatrick est enlevé par des Libyens et emmené au Centre culturel libyen de La Valette. Son cadavre est retrouvé le lendemain dans la baie. Il a été assassiné par un « empoisonnement au parapluie bulgare ». Godfrey Borg s'est caché quelque part (chapitre 1).
Malko est envoyé en mission à Malte pour retrouver Borg et l'exfiltrer sans danger. Burt Holiday, le chef de l'antenne de la CIA à Malte, lui apprend que la Libye du colonel Kadhafi veut faire de Malte la tête de pont de son influence en Méditerranée et au Proche-Orient. Pour ce faire, les services libyens noyautent financièrement les hommes politiques et les chefs d'entreprise locaux. Cela est d'autant plus facile que l'indépendance date d'une quinzaine d'années (1964) et que le gouvernement socialiste maltais, anti-américain, entend se concilier les grâces des Libyens. Godfrey Borg aurait des preuves de cette collusion, mais les documents qu'il détient se trouvent dans une banque suisse et lui-seul y a accès. La police du petit pays (CID (Criminal Investigation Département)) est dans les mains du pouvoir et n'aime pas spécialement les Anglais et les Américains (chapitre 2).
Malko fait la connaissance de la libano-palestinienne Tamra, une ancienne Miss Monde, et a une relation sexuelle avec elle. On l'informe qu'elle serait liée aux Libyens (chapitre 3).

### Aventures
Borg est enlevé par les Libyens. Une femme alliée aux Britanniques (Susan Herring) est assassinée. Malko fait la connaissance d'Anna-Maria Ximenes, jeune femme énergique à la tête d'un groupe de nationalistes qui protègent Borg. Anna-Maria lui suggère d'enlever le chef du renseignement libyen sur l'île et de l'échanger contre Borg. Malko doit faire face sur plusieurs fronts : Burt Holiday est chargé de ne « pas faire de vagues » ; le CID est dans les mains du pouvoir socialiste ; les Libyens sont puissants dans l'île ; des tueurs palestiniens viennent à leur aide ; le gouvernement maltais a tout intérêt à ce que Borg meure et que les documents qu'il détient ne soient pas rendus publics. Malko localise Godfrey Borg. Avec l'aide d'Anna-Maria et de ses amis, et surtout sans en référer à sa hiérarchie, Malko décide d'enlever le chef du renseignement libyen sur l'île (chapitres 4 à 9).
Pour cela, Malko utilise le fait que Mahmoud Faradj, l'un des membres du groupe libyen à Malte, est homosexuel. Il utilise un homosexuel maltais (Cassar) pour draguer Faradj. Lorsque les deux hommes se font des fellations et sont nus, ils sont pris en photo. Malko dispose d'un moyen de pression sur l'agent libyen. Ce dernier donne des informations sur les habitudes de son chef  Abu Dhofar. Cela permet à Malko de faire enlever le chef des Libyens pendant qu'il fait son jogging. Mahmoud Faradj se suicide près de Malko avec une grenade. Puis Malko lance une proposition : échanger Dhofar contre Borg. Les Libyens acceptent et demandent que l'échange ait lieu dans un ancien hôpital désaffecté en cours de rénovation. La nuit suivante, l'échange a lieu. Mais les Libyens, une fois récupéré Dhofar, tentent d'asphyxier Malko, Borg et les Maltais dans les souterrains de l'hôpital qui s'avèrent être un cul-de-sac. Grâce aux connaissances de Malko sur l'architecture de cet hôpital, jadis sanctuaire de l'ordre de Malte, le petit groupe peut quitter les lieux sans encombre. Les Libyens et le CID maltais sont ulcérés (chapitre 10 à 14).
Une fois Borg libéré, reste à la faire sortir de l'île. Or on ne peut la quitter que par la mer ou les airs. En tentant de louer un yacht, Malko réalise que l'île est cernée par les forces maritimes libyennes : impossible de fuir par là. Et le ciel est inaccessible : il n'y a qu'un seul aéroport et une grève des contrôleurs aériens vient de se déclarer. Bref Malko ne trouve aucun moyen pour quitter l'île qui se révèle être une véritable prison pour Borg et lui-même. Tamra tente de le faire tuer à deux reprises : d'abord lors d'une bagarre préméditée dans un bar, où Malko répond avec un Mace à une tentative d'égorgement ; la seconde fois elle tente de l'empoisonner par l'absorption d'une pilule de cyanure. Malko a une confrontation avec elle et lui montre qu'il est au courant ses objectifs. Il la laisse partir. Sur ces entrefaites, Malko apprend qu'une équipe de tueur vient d'arriver à La Valette, que la CIA souhaite qu'il arrête sa mission, et que le CID propose de sa propre initiative une solution permettant à Borg de quitter l'île sans encombre. Malko est persuadé qu'il s'agit d'un piège, mais comment l'éluder ? (chapitres 15 à 18).

### Fin du roman
Avec deux voitures, le cortège des Maltais se rend à l'aéroport. Malko est dans la deuxième voiture avec Borg et Anna-Maria Ximenes. Malko remarque une voiture sans conducteur sur le bord de la route. C'est un corbillard. Il se remémore un article qu'il a lu la veille sur le vol d'un corbillard dans l'île. Il freine à fond. Le corbillard explose, pulvérisant la première voiture dans laquelle ont pris place Gozzo et des amis de Ximenes. Malko et Borg trouvent refuge au domicile de Burt Holliday qui se trouve non loin de là. Que faire maintenant ? Malko retourne une nouvelle fois à l'aéroport. Il remarque qu'un B 747 s'envole de la piste d'atterrissage et revient se poser : il s'agit d'un avion d'Alitalia qui sert d'avion d'entraînement aux employés de la compagnie aérienne. Usant de sa qualité de membre de l'ordre de Malte et de la même qualité de membre de l'ordre d'Anna-Maria Ximenes, il contacte le représentant italien de l'ordre et lui demande la possibilité de louer l'avion pour emmener Anna-Maria Ximenes se faire soigner en Italie. La demande est acceptée et le vol doit avoir lieu quelques heures après. Malko, Borg et Ximenes prennent place dans l'avion. Au dernier moment, un membre d'Alitalia arrive et prend place dans l'avion. C'est « Peter Jacobson » (pseudonyme d'un terroriste libyen), fumant une cigarette avec un fume-cigarette. Une fusillade a lieu alors que l'avion décolle. « Peter Jacobson » est tué par Malko. Mais l'homme a eu le temps de toucher Borg avec une flèche empoisonnée au curare. Alors que l'avion s'envole dans les airs, Borg est en train de mourir, sans que Malko puisse faire quoi que ce soit (chapitres 19 à 21).

## Autour du roman
Le titre fait référence à l'expression Voir Naples et mourir.